# Raouraoua
Raouraoua là một đô thị thuộc tỉnh Bouira, Algérie. Dân số thời điểm năm 2002 là 7.209 người.